# Montreuil-le-Chétif
Montreuil-le-Chétif è un comune francese di 314 abitanti situato nel dipartimento della Sarthe nella regione dei Paesi della Loira.

## Società

### Evoluzione demografica
Abitanti censiti